# كيرك فرانكلين
كيرك فرانكلين (بالإنجليزية: Kirk Franklin)‏ هو موسيقي ومغني أمريكي، ولد في 26 يناير 1970 في فورت وورث في الولايات المتحدة.

## وصلات خارجية
- الموقع الرسمي
- كيرك فرانكلين على موقع IMDb (الإنجليزية)
- كيرك فرانكلين على موقع ميوزك برينز (الإنجليزية)
- كيرك فرانكلين على موقع إن إن دي بي (الإنجليزية)
- كيرك فرانكلين على موقع أول ميوزيك (الإنجليزية)
- كيرك فرانكلين على موقع ديسكوغز (الإنجليزية)
- كيرك فرانكلين على موقع قاعدة بيانات الفيلم (الإنجليزية)